# Grb Singapura
Grb Singapura je u upotrebi od 3. prosinca 1959. godine, zajedno sa zastavom i himnom. Grb se sastoji od crvenog štita na kojem se nalazi bijeli polumjesec i pet bijelih zvijezda koje predstavljaju demokraciju, mir, napredak, pravdu i jednakost. Pored štita, kao držači, stoje lav i tigar. Ispod štita je traka s natpisom "Majulah Singapura" (Naprijed Singapur).

## Također pogledajte
- Zastava Singapura
- Himna Singapura